# 国际红十字与红新月运动的标志

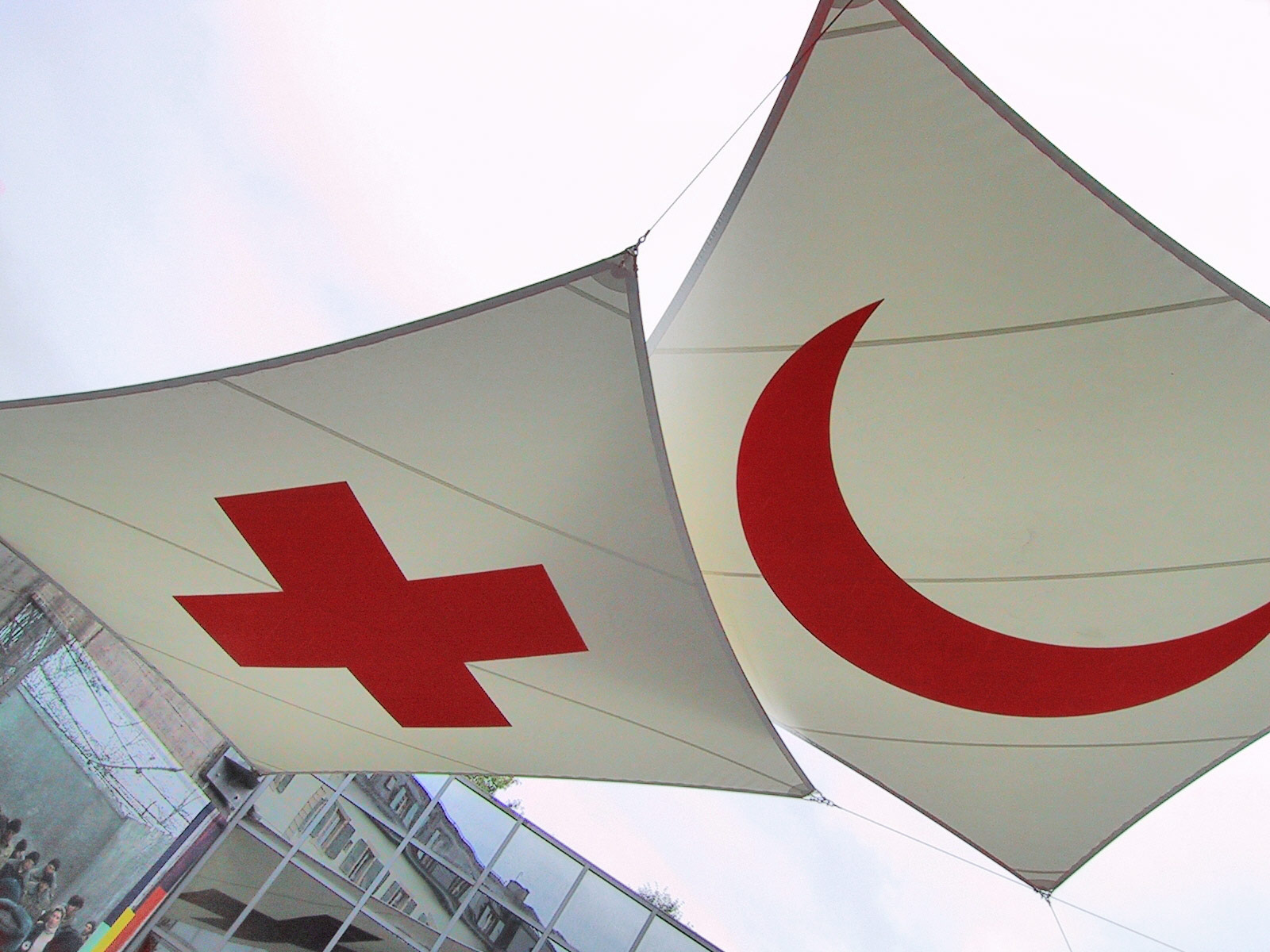
运动的标志。日内瓦国际红十字与红新月博物馆门前的红十字和红新月标志。最近又增加了红水晶标志。

红十字国际委员会的标志

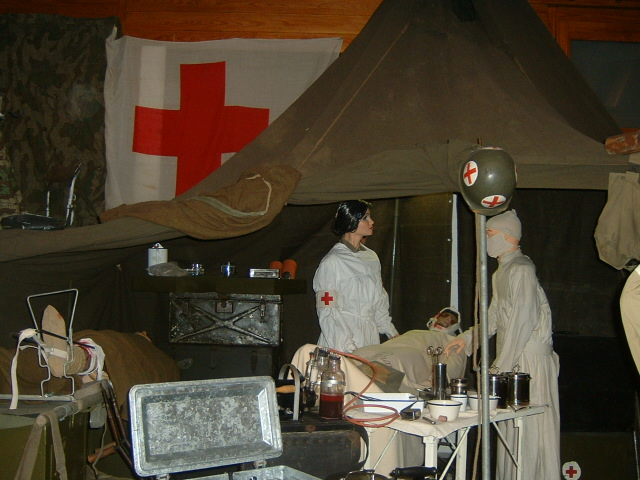
医务人员在武装冲突期间开展人道工作，根据国际人道法，他们属于“受保护的人”。无论他们属于军队还是民事机构，他们都被视为非战斗员，不得受到攻击，冲突各方不能将他们抓为战俘。他们使用红十字、红新月或红水晶这样的保护性标志。袭击标有这些保护性标志的医务人员、车辆或建筑构成战争罪。

根据日内瓦公约，人道及医务车辆和建筑可以使用国际红十字与红新月运动的标志，医务人员和其他开展人道工作的人员可以佩戴这些标志，从而在战地上保护他们不受军事攻击。一共有4个标志，目前仍在使用的有三个：红十字、红新月和红水晶。红狮与日标志也是一个得到认可的标志，但已不再使用。
此前对于以色列急救协会使用的红大卫盾标志存有争议，红水晶的创立就是为了解决这一争议，此后以色列红大卫盾会才得以加入红十字运动。
在大众文化中，红十字标志成为了医学的通用标志，常常与急救、医疗服务、医疗产品或医务人员联系在一起；在玩具、电影和电子游戏中都存在滥用的情况。在红十字运动的反对下，才转用其他衍生的标志。

## 运动的标志

### 保护性标志与组织标识
这些标志具有两个完全不同的含义。一方面，红十字、红新月、红狮与日以及红水晶标志在武装冲突中是保护性标志，这一点在日内瓦公约中有相关规定。这被称为标志的保护性使用。另一方面，国际红十字与红新月运动的各个组织也使用这些标志作为他们的特殊标识。这是标志的识别性使用，国际红十字运动的章程和日内瓦公约第三附加议定书中都有相关规定。
作为保护性标志，这些标志在武装冲突中用于标记根据日内瓦公约的规则开展工作的人员和物体（建筑、车辆等）。就保护功能而言，不属于国际红十字与红新月运动的组织和物体，例如武装部队的医务人员、民事医院和民防机构，也可以使用这些标志。作为保护性标志使用时，不能添加任何其他文字和图像，而且必须尽可能以明显的方式使用，使各方易于看到，例如使用带有标志的大幅白色旗帜。日内瓦公约及其附加议定书中规定可用于保护性用途的标志有四个：红十字、红新月、红狮与日以及红水晶。
当用作组织标识时，这些标志仅意味着带有这些标志的个人、车辆和建筑等属于国际红十字与红新月运动的某个组织，例如红十字国际委员会、国际联合会或国家红十字会和红新月会。在这种情况下，应添加其他具体信息，如美国红十字会，而且不必像用作保护性标志时那么显著醒目。国家红会可以在国内或国外将红十字、红新月和红水晶这三个标志用于识别目的。此外，以色列国家红会可以在以色列境内将红大卫盾用作识别目的，但在国外开展工作时，需得到相应国家的批准，且要和红水晶组合使用。

### 红十字

红十字标志

白底红十字是1864年日内瓦公约所宣布的最初的保护性标志。创立一个统一且中立的保护性标志的想法以及标志的设计灵感来自于红十字国际委员会的创始人瑞士外科医生路易•阿皮亚和瑞士将军亨利•杜福尔。
在战争期间，红十字是医务人员身份的象征。1864年日内瓦公约第7章“特殊标志”的第7条以及1949年日内瓦公约（改善战地武装部队伤者病者境遇之日内瓦公约）的第38条将红十字定义为保护性标志。红十字与红新月运动内部达成一致意见：十字的形状应是由5个正方形组成的。然而，无论形状如何，任何白底红十字标志在冲突中都应该是有效的，均应被视为保护性标志。在红十字国际委员会认可的189个国家红会中，有154个使用红十字作为其官方组织标识。

#### 与瑞士国旗的关系
根据红十字国际委员会的说法，红十字标志是瑞士国旗颜色的反转。这正式记录在1906年对公约的修订当中。然而，根据法学家和红十字历史学家皮埃尔·布瓦西耶的观点，这种说法并没有明确的证据。红十字的设计是为了向日内瓦公约的保存国瑞士致敬，这一概念也用来反对土耳其将红十字当作基督教标志的说法。而且也没有证据能够证明红十字不是瑞士国旗颜色的反转。

### 红新月

红新月标志

1876-1878年的俄土战争期间，奥斯曼帝国没有使用红十字而使用了红新月，因为他们认为红十字会引起穆斯林士兵的反感。1877年，在红十字国际委员会的请求下，俄罗斯承诺完全尊重所有佩戴红新月标志的个人和设施的神圣性，之后奥斯曼政府也承诺尊重红十字标志。这在实际上承认了两个标志同样有效，1878年红十字国际委员会宣布原则上可以再通过一个新增的保护性标志供非基督教国家使用。1929年日内瓦公约（第19条）进行修订时正式承认了红新月标志。在奥斯曼帝国分崩离析之后，土耳其首先使用红新月标志，随后埃及也开始使用红新月。自得到正式承认至今，在几乎所有以穆斯林为主的国家中，红新月已经成为其国家红会的组织标识。巴基斯坦（1974）、马来西亚（1975）和孟加拉国（1989）都正式将其名称和标志中的红十字改为红新月。在世界各地189个国家红会中有34个使用红新月标志。

### 红水晶

第三议定书标志，也称红水晶。

由于关于以色列国家红会的争议以及其他一些辩论，各方多年来一直在讨论引入一个新增保护性标志的问题，红水晶是呼声最高的提议。修订日内瓦公约来通过一个新的保护性标志需要全部192个日内瓦公约的缔约国一起参加外交会议。瑞士政府于2005年12月5日至6日，举行了外交会议，通过了日内瓦公约的第三附加议定书，引入红水晶这个新增标志，与红十字和红新月具有同样的地位。大会意外延期至12月7日，最终议定书获得了三分之二以上的多数投票，获得通过。在所有参会国家中，98个国家投了赞成票，27个国家投了反对票，10个国家弃权。
在第三附加议定书中，新标志被称为“第三议定书标志”。根据日内瓦公约第三附加议定书，新标识的使用规则如下：
- 在其国土范围内，国家红会可以独立使用一个经认可的标志，或将任一标志或多个标志的组合嵌入红水晶。此外，国家红会可以选择嵌入其此前有效使用、并于第三附加议定书通过之前经保存国瑞士向日内瓦公约缔约国做了正式通报的其他标志。
- 在国外将标志用于识别性目的时，不使用任一得到认可标志的国家红会必须将其独有的标志嵌入红水晶，而且要基于之前提到的条件：已经向日内瓦公约缔约国通报过其独有的标志。
- 只有经日内瓦公约认可的标志才具有保护性作用。那些不使用任一得到认可标志的国家红会只能将未嵌入任何其他标志的红水晶用于保护目的。

2006年6月22日，红十字国际委员会宣布国际红十字与红新月运动采纳红水晶作为供国家红会使用的新增标志。红十字国际委员会还宣布承认巴勒斯坦红新月会和以色列红大卫盾会。2007年1月14日，第三附加议定书生效。

### 红狮与日

红狮与日标志

从1924年至1980年，伊朗一直使用红狮与日做为其国家红会的标志，其設計源自當時伊朗国旗及国徽上的「狮子与太阳」標誌，為伊朗傳統的國家象徵。1929年红狮与日作为一个保护性标志与红新月一起正式得到承认。虽然1980年，伊朗因爆發革命而轉為使用紅新月標誌，但依然保留使用红狮与日标志的权利。

### 红大卫盾

红大卫盾标志可在以色列境内用于识别目的

在国外开展行动时，红大卫盾需嵌入红水晶才能用于识别目的

以色列国家红会自创立以来一直使用红大卫盾作为其组织标志。1931年，也曾有人提议在红十字、红新月和红狮与日之外，增加红大卫盾这个标志。但提议遭到了红十字国际委员会的拒绝。4年之后，阿富汗国家红会提议的红拱门标志也遭到了拒绝。由于担心标志泛滥，红十字国际委员会还拒绝了一些其他提议。1949年，各国通过日内瓦公约时，以色列也曾试图使红大卫盾成为日内瓦公约所规定的保护性标志之一，但同样未能成功。由于红大卫盾不是日内瓦公约所承认的保护性标志，因此以色列红大卫盾会作为一个国家红会也迟迟未得到红十字国际委员会的承认。
直到2006年，红十字国际委员会才正式承认以色列红大卫盾会。第三议定书标志的采用为认可红大卫盾会及其加入国际联合会铺平了道路。第三议定书允许以色列在国内继续使用红大卫盾标志，并提出了其在国外开展工作时有关标志使用的解决方案。虽然以色列红会获得正式认可的时间不长，但在获得正式认可之前，以色列红会就一直积极参与国际活动，与红十字国际委员会和联合会开展合作。

## 标志的使用

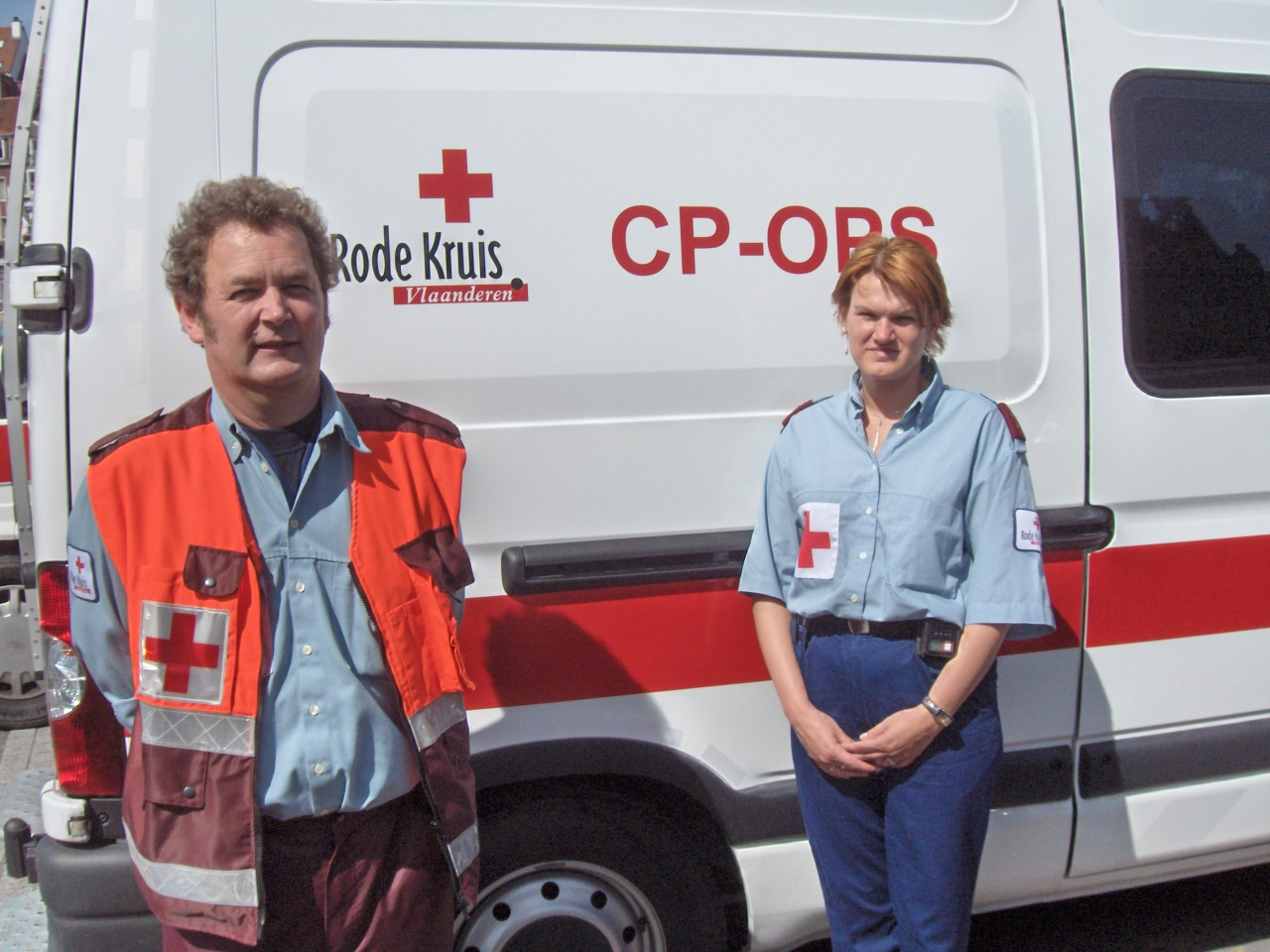
比利时红十字会志愿者

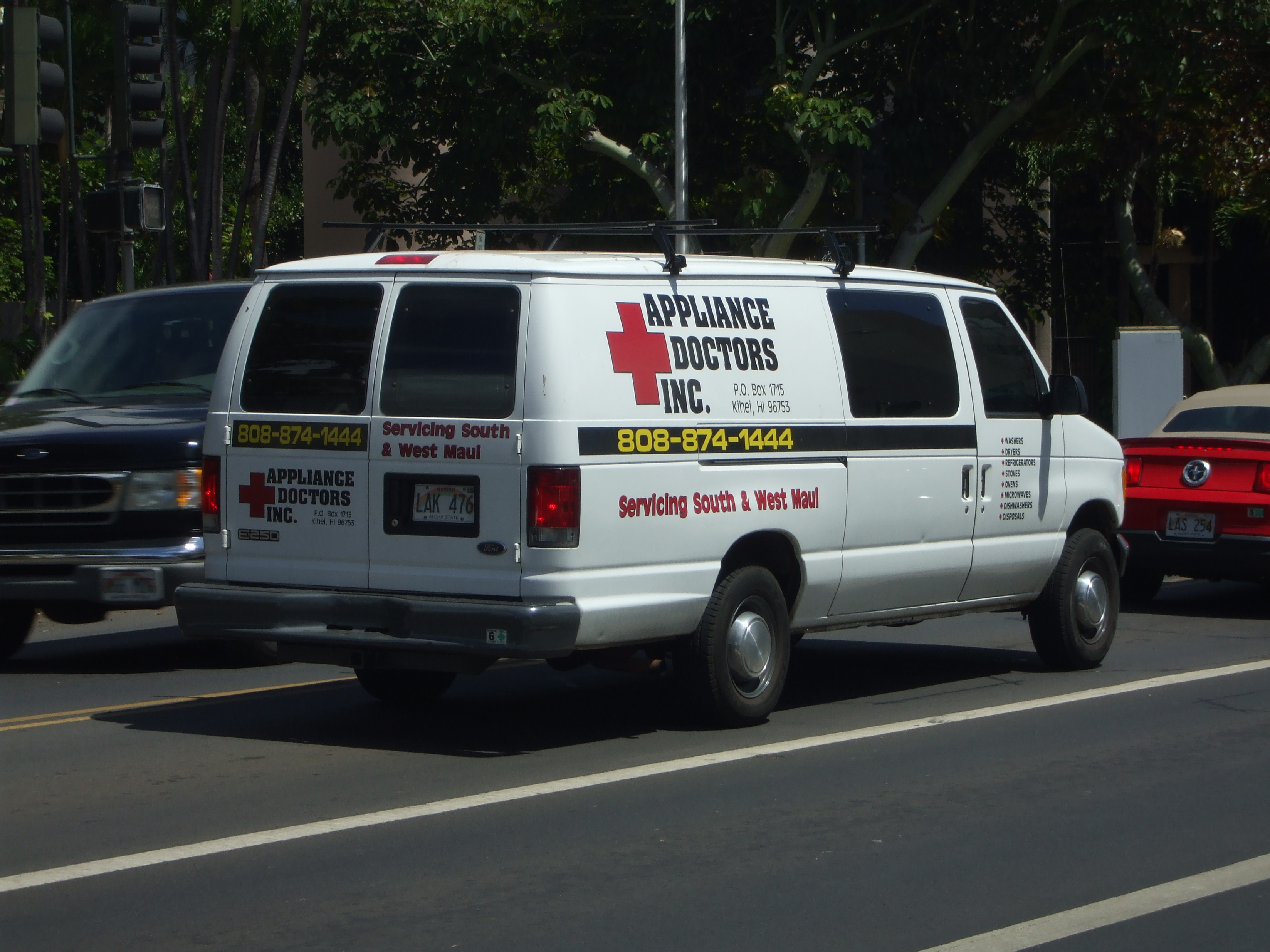
滥用红十字标志的例子，照片中，一家设备修理公司使用了红十字标志。

根据日内瓦公约的规定，4个得到认可的标志只可用于：
- 救护受伤和生病的武装部队成员的机构；
- 武装部队医务人员和设施；
- 军队牧师；
- 国际红十字与红新月运动组织，例如红十字国际委员会、红十字会与红新月会国际联合会以及189个国家红十字会和红新月会。

为了确保对标志的尊重，日内瓦公约规定缔约国有义务禁止在战时及和平时期对这些名称和标志的任何其他使用。
然而，对标志滥用是很普遍的，而且，红十字标志常常用于急救、医疗用品和平民医疗服务，尤其是无需预约的诊所。在电影、电视、计算机软件和游戏中都能看到对标志的滥用。汽车修理或草坪维护等服务公司，自称为服务医生，也使用医学标志来推广自己。
1973年以前，美国和西半球其他国家的救护车常常使用橘色十字，与红十字只是颜色不同。救护车玩具和绘画常常连颜色的细微差别也忽略了，直接使用红十字。美国红十字会提出了抗议，认为橘色十字与受保护的红十字标志区别不明显，于是美国交通部设计了蓝色生命之星标志来代替橘色十字。此后，许多国家的救护车和其他相关设施都采用了蓝色生命之星标志。
2006年，加拿大红十字会发布了一份新闻稿，请求电子游戏厂商停止在游戏中使用红十字标志。我们经常能够看到恢复游戏角色健康的急救包和其他用品上标有红十字标志。
为了避免这一冲突，常常使用绿十字来代替。

### 国际上对标志的保护
《日内瓦第一公约》中规定了对这些标志的保护：
- 第44条：除本条下列各款所列情形外，白底红十字标志及“红十字”字样，或“日内瓦十字”字样，不论在平时或战时，只能用以标明或保护本公约及规定类似事项之其他公约所保护之医疗队及医疗所，以及其人员与器材。对于使用第三十八条第二款提及之标志之国家，本规定应适用于该项标志。第二十六条所指之各国红十字会及其他救济团体仅在本款所指范围内有权使用给予本公约之保护之特别标志。

- 此外，各国红十字会(红新月、红狮与日)在平时依照其本国法律，得使用红十字名义及标志，以从事其他符合国际红十字大会所定之原则之活动。若在战时进行此项活动，则使用该项标志之条件，应足以使该标志不致被认为赋予本公约之保护；此项标志应用比较小的尺寸，并不得置于臂章或屋顶上。

- 国际红十字组织及其正式委派之人员，不论何时均得使用白底红十字之标志。

作为一种例外措施，本公约之标志，得依照本国内法律并经本国红十字会(红新月、红狮与日)之一的明白许可，于平时得用以辨别用作救护车之车辆及标明专为免费治疗伤者、病者之救护站所在地。